# Léonore Confino
Léonore Confino, née le 27 octobre 1981, est une actrice et une dramaturge franco-suisse.

## Biographie
Après avoir bénéficié d’une formation au Conservatoire de Vincennes et de son premier rôle à l'âge de 14 ans dans une comédie de Jeannot Szwarc, Les Sœurs Soleil, diffusée au cinéma en 1997, Léonore Confino part à 16 ans à Montréal. Elle s’y familiarise avec l’improvisation théâtrale au sein du Théâtre Spontané une Ligue d'improvisation.
À son retour, elle suit des études à l’École supérieure d'études cinématographiques (ESEC), s’y passionnant pour le cinéma documentaire. Puis elle poursuit à l'Atelier Blanche Salant. Elle obtient ensuite quelques rôles et a notamment la possibilité d’interpréter des textes d’Anton Tchekhov sous la direction de Niels Arestrup au festival d'Avignon (dans les spectacles officiels du festival).
En 2009, elle se lance dans l’écriture . Son écriture nerveuse et corrosive, virant quelquefois à l’absurde, suscite le rire et l'effroi. Ses écrits surgissent souvent de réactions par rapport à ses propres expériences de vie. Building, consacré au monde de l’entreprise, a été élaboré après avoir pratiqué des « petits boulots » alimentaires d'hôtesse d'accueil pour des séminaires d'entreprise. Ring est rédigé après un divorce et Les uns sur les autres s’impose à elle dans une période de maternité.
Building est remarqué à un festival off d'Avignon. À la suite de ce succès, Léonore Confino peut présenter sur les scènes parisiennes, en 2013, sa deuxième pièce, consacrée cette fois au couple, Ring, et interprétée en particulier par Audrey Dana et Sami Bouajila. Puis, en janvier 2014, Léonore Confino livre au Théâtre de la Madeleine, à Paris, Les uns sur les autres, avec notamment Agnès Jaoui en mère de famille. L'auteure boucle ainsi une trilogie sur le couple, le travail, la famille,.
Ses trois pièces ont été mises en scène par Catherine Schaub. Léonore Confino codirige avec elle une compagnie théâtrale, Productions du sillon, en résidence à Poissy. Toujours dans les Yvelines, Léonore Confino anime également, avec cette compagnie, des ateliers d'écriture pour un public scolaire, et travaille avec des assistantes sociales, et les personnes en situation difficile, à l'écriture de spectacles. « Ça permet de rester en contact avec la société, le réel, c'est important », précise-t-elle. Elle s’est appuyée sur cette matière pour signer une autre pièce sur la famille, Le Bruit de la machine à laver, mise en scène par Tessa Volkine,. Son texte Le Poisson belge, a reçu l'aide à la création du CNT (publication Actes Sud papiers) et a été produite en septembre 2015 au théâtre de la Pépinière-Opéra avec Géraldine Martineau (Molière de la révélation féminine aux Molières 2016) et Marc Lavoine. L'enfance muselée s'est ensuite régulièrement invitée dans son oeuvre : Les beaux créée par Côme de Bellescize au théâtre du Petit Saint Martin avec Elodie Navarre et Emmanuel Noblet, L'enfant de verre coécrit avec Géraldine Martineau et mis en scène par Alain Batis (création scène Watteau en 2023 puis théâtre de l'Epée de bois), et Le village des sourds, avec une héroïne sourde qui raconte son histoire en langue des signes, mis en scène par Catherine Schaub au théâtre du Rond-Point en avril 2023. Aimant variant les processus d'écriture, elle développe au plateau Wax Mood avec le chorégraphe Hervé Sika (MC 93 en 2023), écrit 1300 grammes avec des neuro-scientifiques et aboutit Parlons d'autre chose en laboratoire avec les très jeunes comédiens du Collectif Birdland. Enfin, le théâtre immersif lui permet une adaptation toujours renouvelée aux contraintes d'un espace : Smoke Rings mis en scène par Sébastien Bonnabel et Like Me, une déambulation en piscine municipale créée par la Cie dans l'arbre. 
L'autrice a été nommée cinq fois aux Molières dans la catégorie auteur francophone vivant : pour Ring, Le Poisson belge, Le village des sourds, Les Beaux et L'effet miroir. Ses textes paraissent dans la collection L’Œil du Prince de la Librairie Théâtrale, qui a vocation à pressentir les classiques de demain, et chez Actes Sud-Papiers.
En 2019, à l'annonce de la programmation quasi exclusivement masculine du Printemps des comédiens, Léonore Confino signe la pétition « Pour un Printemps des comédiennes : la Gueulante » qui réunit nombre d'autrices, actrices et metteuses en scène du monde théâtral francophone, telles que Marion Aubert, Blandine Pélissier, Penda Diouf, Barbara Bouley et Catherine Anne, afin de protester contre la marginalisation sexiste des créatrices au sein des milieux culturels français,.

## Théâtre

### Auteur
- 2011 : Ring, mise en scène Sarah Marcuse, tournée
- 2011 : Building, mise en scène Catherine Schaub, , Théâtre Mouffetard, tournée
- 2013 : Transit(s), Jeune Théâtre National (Paris)
- 2013 : Les Uns sur les autres, mise en scène Catherine Schaub, Théâtre de la Madeleine, tournée
- 2015 : Le Poisson belge, mise en scène Catherine Schaub, La Pépinière-Théâtre, tournée
- 2015 : Parlons d'autre chose, mise en scène Catherine Schaub, La Pépinière-Théâtre, tournée
- 2017 : 1300 grammes, mise en scène Catherine Schaub, Théâtre 13, tournée
- 2019 : Les Beaux, Côme de Bellescize, Théâtre du Petit-Saint-Martin, tournée
- 2022 : Wax Mood, Hervé Sika et Léonore Confino, Théâtre de Belleville, MC93.
- 2023 : Le Village des sourds, mise en scène Catherine Schaub, Théâtre du Rond-Point, tournée
- 2023 : L'effet miroir, mise en scène Julien Boisselier, Théâtre de l'Œuvre

### Comédienne
- 2001 : Paroles d’acteurs, mise en scène de Niels Arestrup, Festival d'Avignon
- 2009 : Je veux voir Mioussov ! de Valentin Petrovitch Kataev, mise en scène Catherine Schaub, Théâtre Montmartre-Galabru
- 2011 : Building de Léonore Confino, mise en scène Catherine Schaub, Théâtre Mouffetard, tournée
- 2022 : Wax Mood de Léonore Confino et Hervé Sika, MC93 Bobigny.

## Filmographie

### Actrice
- 1996 : Era - Ameno
- 1997 : Les Sœurs Soleil de Jeannot Szwarc : Clémence
- 2014 : L'Art de la fugue de Brice Cauvin : l'amie encombrante
- 2018 : Les Bonnes intentions de Gilles Legrand
- 2020 : La Daronne de Jean-Paul Salomé

### Scénariste
- 2018 : Les Bonnes intentions de Gilles Legrand (long-métrage)
- 2022 : Les beaux de Léonore Confino (en cours)

## Publications
- Ring, Paris, L’Œil du prince, 2009
- Building, Paris, L’Œil du prince, 2010
- Les Uns sur les autres, Paris, L’Œil du prince, 2014
- Le Poisson belge, Arles, France, Actes Sud, coll. « Papiers », 2015
- 1300 grammes, suivi de Enfantillages, Arles, France, Actes Sud, coll. « Papiers », 2017
- Parlons d'autre chose, L’Œil du Prince, 2018
- Le village des sourds, Actes Sud, coll. "Papiers", 2023

## Distinctions

### Nominations
- Molières 2014 : Molière de l'auteur francophone vivant pour Ring
- Molières 2016 : Molière de l'auteur francophone vivant pour Le Poisson belge
- Molières 2020 : Molière de l'auteur francophone vivant pour Les beaux
- Molières 2023 : Molière de l'auteur francophone vivant pour Le Village des sourds
- Molières 2024 : Molière de l'auteur francophone vivant pour L’effet miroir
- Molières 2025 : Molière de l'auteur francophone vivant pour Ring (Variations du couple)